# Chromodoris porcata
Chromodoris porcata is een slakkensoort uit de familie van de Chromodorididae. De wetenschappelijke naam van de soort is voor het eerst geldig gepubliceerd in 1889 door Bergh.